# Ornithidium repens
Ornithidium repens är en orkidéart som först beskrevs av Louis Otho Otto Williams, och fick sitt nu gällande namn av Mario Alberto Blanco och Isidro Ojeda. Ornithidium repens ingår i släktet Ornithidium och familjen orkidéer. Inga underarter finns listade i Catalogue of Life.